# Тепуи
Тепуи представлява планина, завършваща на върха с плато.
Среща се само в Гвианската планинска земя в Южна Америка и най-вече във Венецуела. Тепуи в превод от езика на племето Пемон, обитаващо Голямата савана означава „дом на боговете“. Тепуи се срещат предимно като изолирани една от друга земни форми, което ги прави находища на уникални видове ендемични растения и животни. Най-изразените тепуи са Аутана, Ауянтепуи и Рорайма (най-високият и най-известният). Тепуи са изградени от отвесно разположени блокове от докамбрийски пясъчник или кварцитни скали, извисяващи се над джунглата и създаващи впечатляваща природна картина. В Ауянтепуи се намира водопадът Анхел – най-високият в света.

## Морфология
Тепуи са най-старите скалисти формации на Земята. Представляват остатъци от някога обширно плато от пясъчник, отложен върху гранитна основа, в района между северната граница на басейна на Амазонка и Ориноко, между Атлантическия океан и Рио Негро. Ерозията оформя платото в течение на милиони години, като островните планини дават началото на тепуи.
Съществуват 115 такива образувания в Голямата савана, в югоизточната част на Венецуела, на границата с Гвиана и Бразилия, което представлява най-голямата концентрация на тепуи. Отвесните стени на извисяващата се като кула над околността планина достигат до 1000 метра височина. На върха на планината растат различни типове гори и се среща голямо разнообразие от орхидеи и представители на семейство Бромелиеви.
Вследствие на голямата им възраст, някои тепуи се характеризират с повърхностни образувания и пещери под повърхността, които са характерни за всички водоразтворими скали като варовика. Сред пещерите тук е и най-дълбоката кварцитова пещера на света – Абисимо Гай Колет (671 m). Тепуи са осеяни с гигантски отвесни дупки, достигащи до 300 метра в диаметър и с отвесни стени, достигащи 300 метра дълбочина. Тези дупки са се образували вследствие пропадането на пропадане на сводовете на тунелите, просечени в недрата на тепуи от подземните реки.

## Флора и фауна
Платото на тепуи е напълно изолирано от заобикалящата ги гора, което ги прави екологични острови. Поради надморската височина, климатът е различен от този на гората. На върха температурите са по-ниски, а валежите чести и изобилни, докато в основата на планината климатът е тропичен — топъл и влажен. Някои тепуи са обвити в дебели облаци почти през цялата година. Физическата изолация от останалия свят поради високите и трудни за изкачване отвесни скали в течение на милиони години води до образуване на ендемични растения и животни. Някои дупки в един тепуи представляват от своя страна „остров в острова“. В тях се срещат уникални само за тях растения. Тепуи често се обозначават като континентални Галапагоски острови, с огромен брой растения и животни, които не се срещат никъде другаде по света. Дъното на тепуи е бедно на хранителни вещества, което води до образуване на огромно разнообразие от насекомоядни растения.